# Chiesa di San Prospero (Corniglio)
La chiesa di San Prospero, nota anche come pieve di Beduzzo, è un luogo di culto cattolico dalle forme neoclassiche, situato in strada Monte Sesiolo 18 a Beduzzo, frazione di Corniglio, in provincia e diocesi di Parma; è sede di una parrocchia compresa nella zona pastorale della Montagna.

## Storia
La pieve originaria fu edificata in epoca medievale, nei pressi dell'abitato di Mossale, in località Cà di Casè; la più antica testimonianza della sua esistenza risale al 1230, quando la plebs de Biducio fu menzionata nel Capitulum seu Rotulus Decimarum della diocesi di Parma, insieme alle cinque cappelle di Petrignacola, Sauna, Reno, Pugnetolo e Rivalba poste alle sue dipendenze; in seguito le furono aggregate anche le cappelle di Signatico e Vestola, come risulta dall'estimo diocesano del 1354.
La chiesa, forse a causa di cedimenti strutturali provocati da movimenti franosi del terreno, cadde nel degrado e nel 1578 il vescovo di Rimini Giovanni Battista Castelli, nel corso della sua visita pastorale, la trovò in pessime condizioni; per questo motivo, l'antico edificio fu abbandonato e la sede parrocchiale fu spostata nel piccolo oratorio, esistente almeno dal XV secolo, situato all'interno del vicino castello di Beduzzo.
Nel 1735 il luogo di culto, danneggiato da un cedimento del terreno di fondazione, fu demolito e ricostruito utilizzando le pietre del maniero in rovina; la nuova chiesa fu benedetta l'11 settembre 1783; in quegli anni furono avviati i lavori di parziale riedificazione del campanile, completato nel 1789.
Nel 1869 la torre campanaria, danneggiata da un fulmine, fu ristrutturata e sopraelevata, mentre tra il 1893 e il 1894 la chiesa, dichiarata inagibile a causa di problemi statici, fu consolidata strutturalmente e restaurata.
Tra il 1953 e il 1954 l'edificio fu sottoposto ad alcune opere, col rifacimento del tetto e la decorazione degli interni.
Il 9 novembre 1983 un terremoto causò alcuni danni al luogo di culto, provocando una serie di crepe nelle volte dell'aula; cinque anni dopo furono eseguiti i lavori di consolidamento strutturale e di restauro. Nuove lesioni furono causate dal sisma del 23 dicembre 2008, in seguito al quale, tra il 2009 e il 2011, furono realizzati altri interventi di rinforzo strutturale e di restauro.

## Descrizione

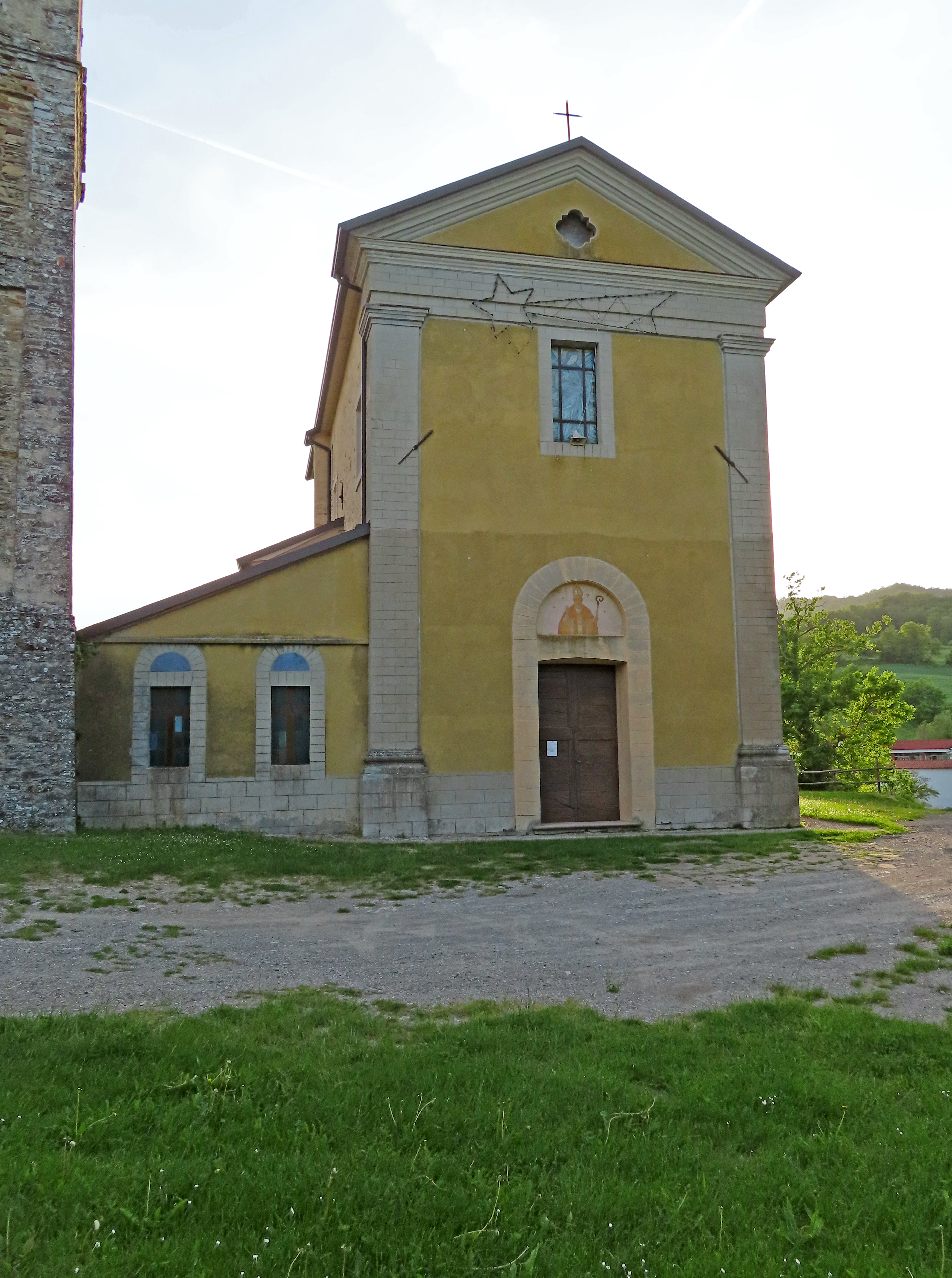
Facciata

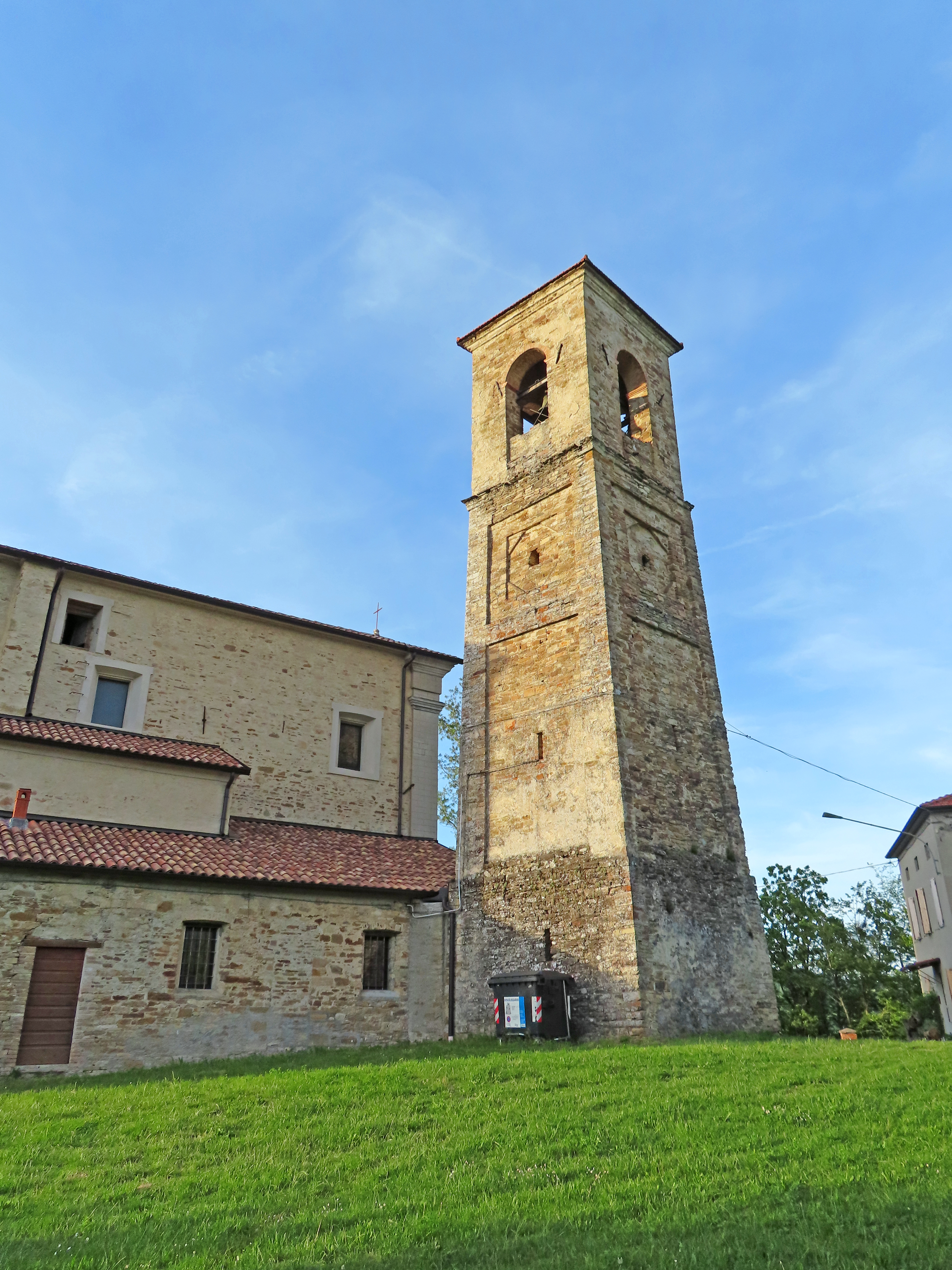
Campanile

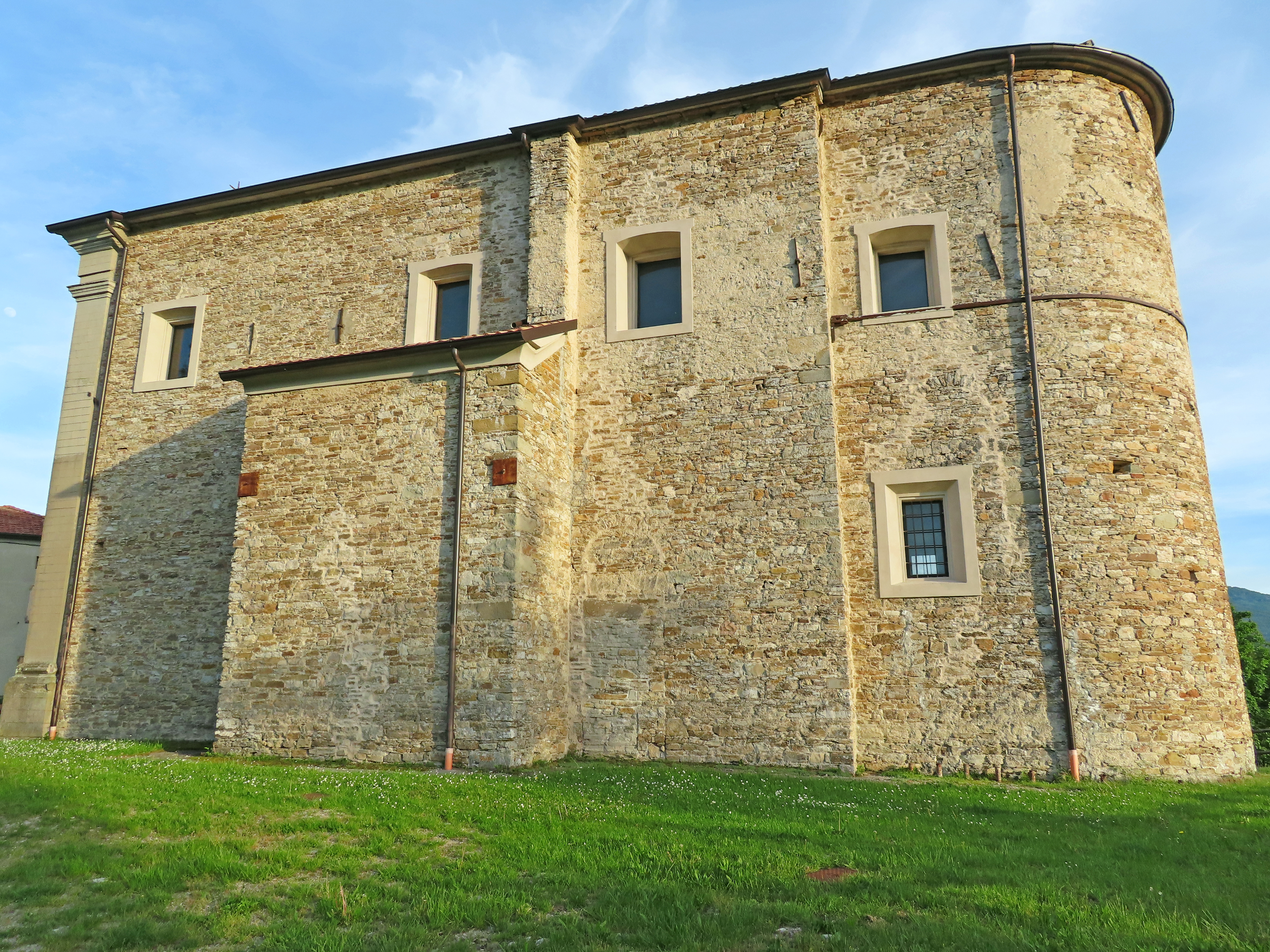
Lato nord

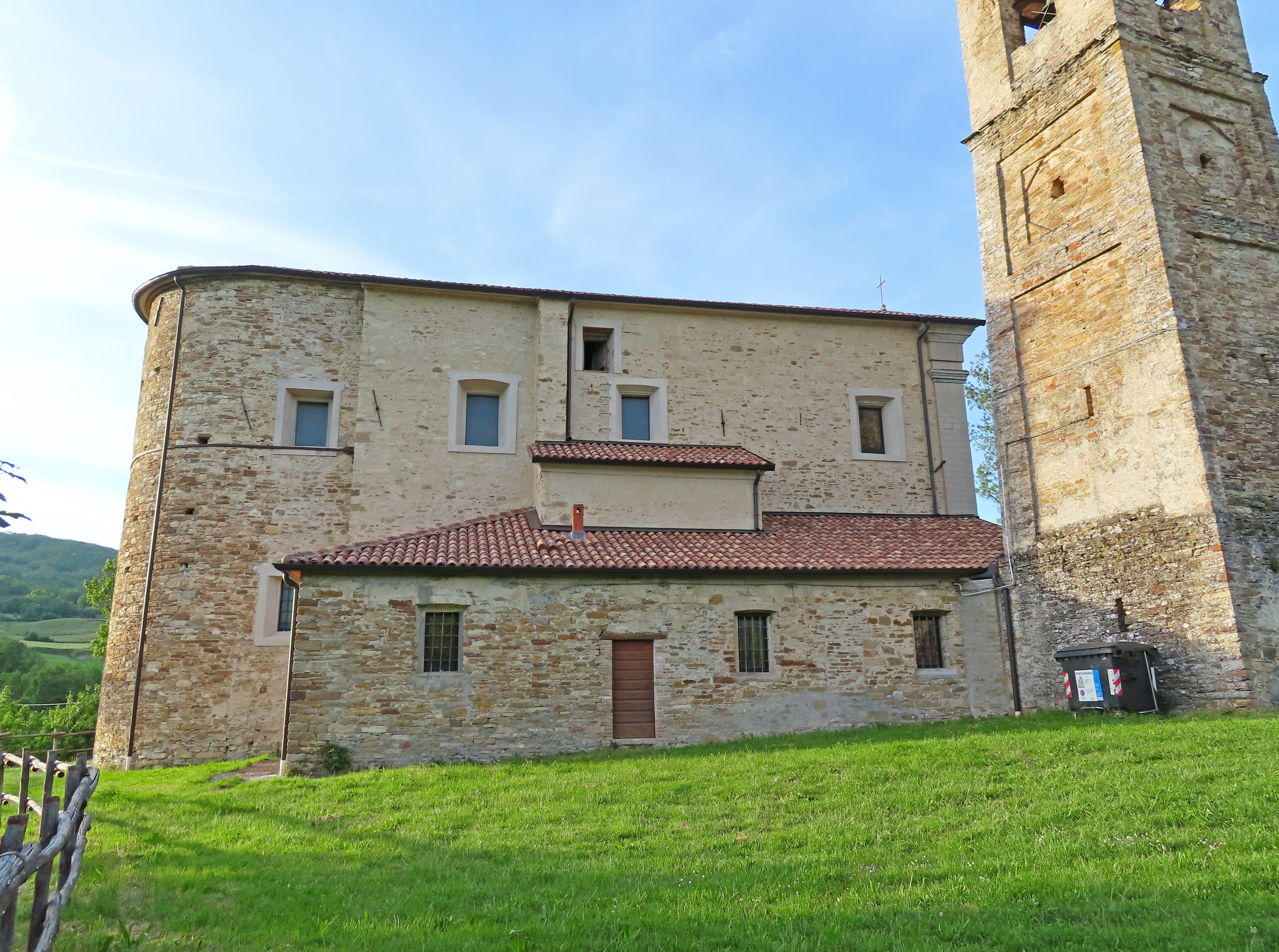
Lato sud

La chiesa si sviluppa su un impianto a navata unica affiancata da una cappella per lato, con ingresso a est e presbiterio absidato a ovest.
La facciata, intonacata, è suddivisa in due corpi, di cui quello simmetrico principale, a capanna, è delimitato alle estremità da lesene doriche in mattoni dipinti di bianco, che si elevano su un alto basamento; al centro è collocato l'ampio portale d'ingresso ad arco ribassato, delimitato da una cornice e sormontato da una lunetta contenente un affresco raffigurante San Prospero; in sommità si apre una finestra rettangolare incorniciata, mentre a coronamento del prospetto si erge, sopra alla trabeazione, un grande frontone triangolare, al cui centro è collocato un oculo polilobato. Sulla sinistra si allunga il basso volume dei locali annessi, che si affacciano anteriormente attraverso due monofore delimitate da cornici in mattoni dipinti e sormontate da lunette.
Sulla sinistra, isolato dalla chiesa, si erge su tre ordini il campanile in pietra, accessibile attraverso una porta alla base; la cella campanaria si affaccia sulle quattro fronti attraverso ampie aperture ad arco a tutto sesto; al suo interno è conservata una campana del 1343, considerata la più antica di tutta la diocesi di Parma e probabilmente proveniente dalla pieve medievale distrutta.
I fianchi e l'abside, rivestiti in pietra, presentano una serie di finestre rettangolari in sommità.
All'interno la navata è suddivisa in quattro campate, di cui due più lunghe coperte da volte a lunetta alternate a due più brevi voltate a botte; sui fianchi si eleva una serie di lesene doriche, a sostegno del cornicione perimetrale modanato; le cappelle laterali, decorate con affreschi e voltate a botte, si affacciano sull'aula attraverso ampie arcate a tutto sesto.
Il presbiterio, lievemente sopraelevato, è preceduto dall'arco trionfale a tutto sesto, retto da paraste doriche; l'ambiente, coperto da una volta a botte lunettata, ospita nel mezzo l'altare maggiore metallico a mensa, aggiunto intorno al 1980; sul fondo l'abside a pianta semicircolare è coronata dal catino affrescato.